# Paez (langue)
Pour les articles homonymes, voir Páez.
Le paez, ou nasa yuwe, est une langue amérindienne isolée parlée dans le Sud-Ouest de la Colombie, dans le département de Cauca dans la région de Popayán par 68 000 personnes.

## Écriture
Plusieurs orthographes ont été utilisése pour l’écriture du nasa yuwe. En 2000, un alphabet unifié est adopté :
- Consonnes : p, t, ç, k, m, n, b, d, z, g, l, s, j, y, w, r
- Consonnes palatalisées : px, tx, çx, kx, nx, bx, dx, zx, gz, lz, sx, jx, fx, vx
- Consonnes aspirées : ph, th, çh, kh
- Consonnes aspirées et palatalisées : pxh, txh, çxh, kxh
- Voyelles : a, e, i, o, u
- Voyelles longues : aa, ee, ii, oo, uu
- Voyelles glottalisées : a’, e’, i’, o’, u’
- Voyelles aspirées : ah, eh, ih, oh, uh

Les voyelles nasales sont indiquées avec l’accent circonflexe sur la lettre ou la première lettre de la voyelle, le tréma ou le tilde peuvent aussi être utilisés à la place de l’accent circonflexe.

## Phonologie

### Voyelles
|         | Antérieure  | Centrale    | Postérieure |
| ------- | ----------- | ----------- | ----------- |
| Fermée  | i [i] ĩ [ĩ] |             | u [u] ũ [ũ] |
| Moyenne | e [e] ẽ [ẽ] |             |             |
| Ouverte |             | a [a] ã [ã] |             |

### Consonnes
|               |               | Bilabiale | Dentale | Latérale | Palatale | Vélaire | Glottale |
| ------------- | ------------- | --------- | ------- | -------- | -------- | ------- | -------- |
| Occlusives    | Sourdes       | p [p]     | t [t]   |          | tʲ [tʲ]  | k [k]   | ʔ [ʔ]    |
| Occlusives    | Sonores       | b [b]     | d [d]   |          | dʲ [dʲ]  | g [g]   |          |
| Fricatives    | Sourdes       | f [ɸ]     | s [s]   |          | š [ʃ]    | x [x]   | h [h]    |
| Fricatives    | Sonores       | β [β]     | s [s]   |          | [ʒ]      | [ɣ]     |          |
| Fricatives    | Palatales     |           |         |          | [ʃʲ]     | [xʲ]    |          |
| Affriquées    | Affriquées    |           | c [t͡s]  |          | č [t͡ʃ]   |         |          |
| Nasales       | Nasales       | m [m]     | n [n]   |          | ɲ [ɲ]    |         |          |
| Liquides      | Liquides      |           |         | l [l]    | ʎ [ʎ]    |         |          |
| Semi-voyelles | Semi-voyelles | w [w]     |         |          | j [j]    |         |          |